# 西部自動車学校
西部自動車学校（せいぶじどうしゃがっこう）は、福島県郡山市富田町にある福島県公安委員会指定自動車教習所である。

## 沿革
- 1963年5月29日 - 設立、当時は郡山市西ノ内に所在していた。
- 1968年2月2日 - 経営母体を株式会社西部自動車とする。
- 1989年6月 - 学校敷地の半分をイトーヨーカドー郡山店の建物とする。
- 2000年4月14日 - 郡山市富田町の現所在地へ移転する。

## 免許
- 中型自動車第一種・第二種（※）
- 普通自動車第一種・第二種
- 大型特殊自動車
- 大型自動二輪車
- 普通自動二輪車

※第二種免許は練習のみ

## 学校周辺
- 逢瀬川
- 医療法人健脳会

## その他
- 社長の丹治一郎は、2007年より郡山商工会議所20代会頭を務めている[1]。
- かつて学校の敷地があった西部プラザの土地建物を現在でも西部開発グループ[2]が所有していることから、その駐車場内で県内唯一となる立体駐車場教習を行っている。

## 関連企業
- 白河自動車学校
- 西部観光バス
- 西部開発（イトーヨーカドー郡山店および西部プラザへ土地建物を貸している。）